# Göte Wilhelmson
Göte Wilhelmson (* 10. Januar 1929 in Åmål; † 10. Januar 2024) war ein schwedischer Jazz- und Unterhaltungsmusiker (Akkordeon, Piano, Komposition), Musikproduzent und Orchesterleiter.

## Leben und Wirken
Wilhelmson war erst fünf Jahre alt, als er als Akkordeonist in einer Hörfunksendung Erfolg hatte und als „kleiner Göte“ in seiner Heimatstadt Åmål und darüber hinaus bekannt wurde. In seiner weiteren Karriere war er auch als Pianist und Dirigent der populären Volksorchester der Nachkriegszeit tätig, zunächst in der Gruppe Vårat gäng, mit Gastauftritten von Alice Babs, später in Thore Ehrlings Orkester. Erste Aufnahmen entstanden 1949 mit dem Hasse Kahns Kvintett. Das Åke Johansson & Göte Wilhelmsons Kvintett legte 1951 die Single „Vi ses igen“ vor, ein Cover des deutschen Schlagers „Auf Wiedersehen“.
Bei Ehrling lernte Wilhelmson die Sängerin Lily Berglund kennen, mit der er bis zu ihrem Tod im Jahr 2010 verheiratet war und mit der er auch auftrat. Mit verschiedenen Orchestern wie Frukostklubben, Refrängen, Nygammalt und Gomorron Sverige trat er im schwedischen Radio und Fernsehen als Kapellmeister auf. Im Bereich des Jazz war er laut Tom Lord zwischen 1949 und 1960 an 13 Aufnahmesessions beteiligt, mit dem Soren Christensen Kvartet, Al Killian's Jazz Group und mit Gunnar Lundén-Welden and His Special Studio Orchestra of Radio Sweden. Unter eigenem Namen nahm er Ende 1951 die Titel „Always“ und „Begin the Beguine“ auf, weitere Titel (als Göte Wilhelmsson Accordionsextett / Accordionkvintett) 1952 („Dancing in the Dark“).
In der schwedischen Musikindustrie wirkte Wilhelmson außerdem als Aufnahmeleiter und Künstlermanager beim Label Karusell (für Künstler wie Little Gerhard und Umberto Marcato), dann ab 1960 18 Jahre lang bei Philips. Bei letzterer Firma entdeckte er Sven-Ingvars und war der Produzent von Monica Zetterlunds und Bill Evans’ Klassiker Waltz for Debby aus dem Jahr 1964. Mit seinen Studio-Formationen begleitete er Künstler wie Lily Berglund und Johnny Öst bei Aufnahmen. Er war weiterhin auch der Produzent von Cornelis Vreeswijks in den Charts erfolgreicher LP von 1971. Vreeswijk war dann auch beteiligt, als Wilhelmson Ende der 1970er-Jahre sein eigenes Label GoodWill Records gründete.
Wilhelmson starb am 10. Januar 2024, seinem 95. Geburtstag.

## Diskographische Hinweise
- Modern Accordion (Philips, 1960), u. a. mit Rune Gustafsson, Georg Riedel, Egil Johansen, Arne Domnérus